# Amt Neverin
Związek Gmin Neverin (niem. Amt Neverin) – niemiecki związek gmin leżący w kraju związkowym Meklemburgia-Pomorze Przednie, w powiecie Mecklenburgische Seenplatte. Siedziba związku znajduje się w miejscowości Neverin.
W skład związku wchodzi dwanaście gmin:
1. Beseritz
2. Blankenhof
3. Brunn
4. Neddemin
5. Neuenkirchen
6. Neverin
7. Sponholz
8. Staven
9. Trollenhagen
10. Woggersin
11. Wulkenzin
12. Zirzow